# Pan con aceite

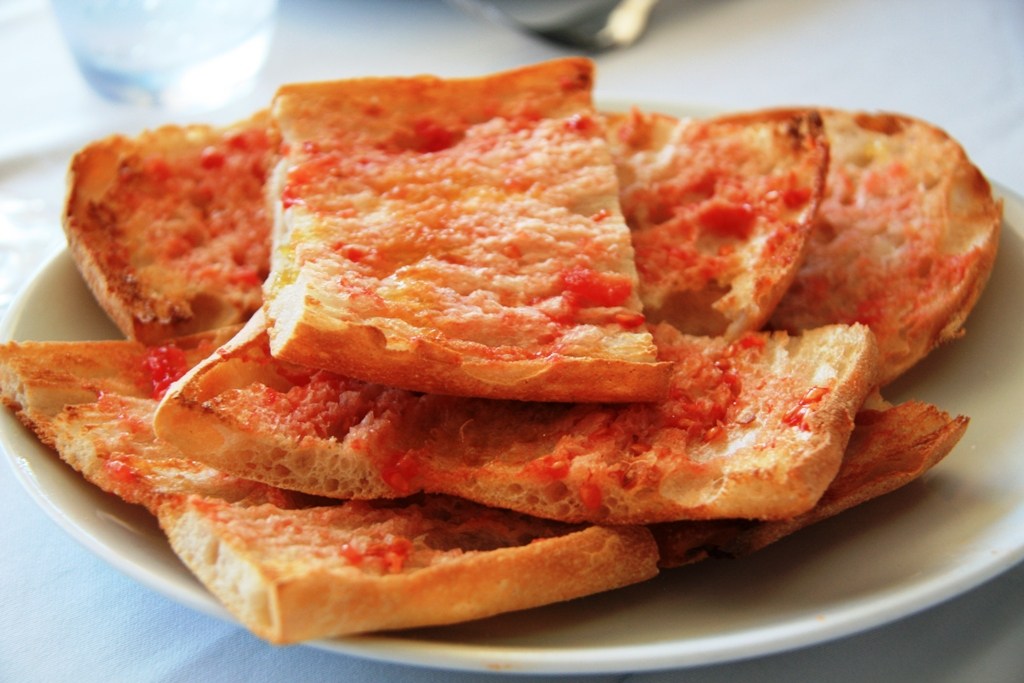
Pa amb oli, receta típica.

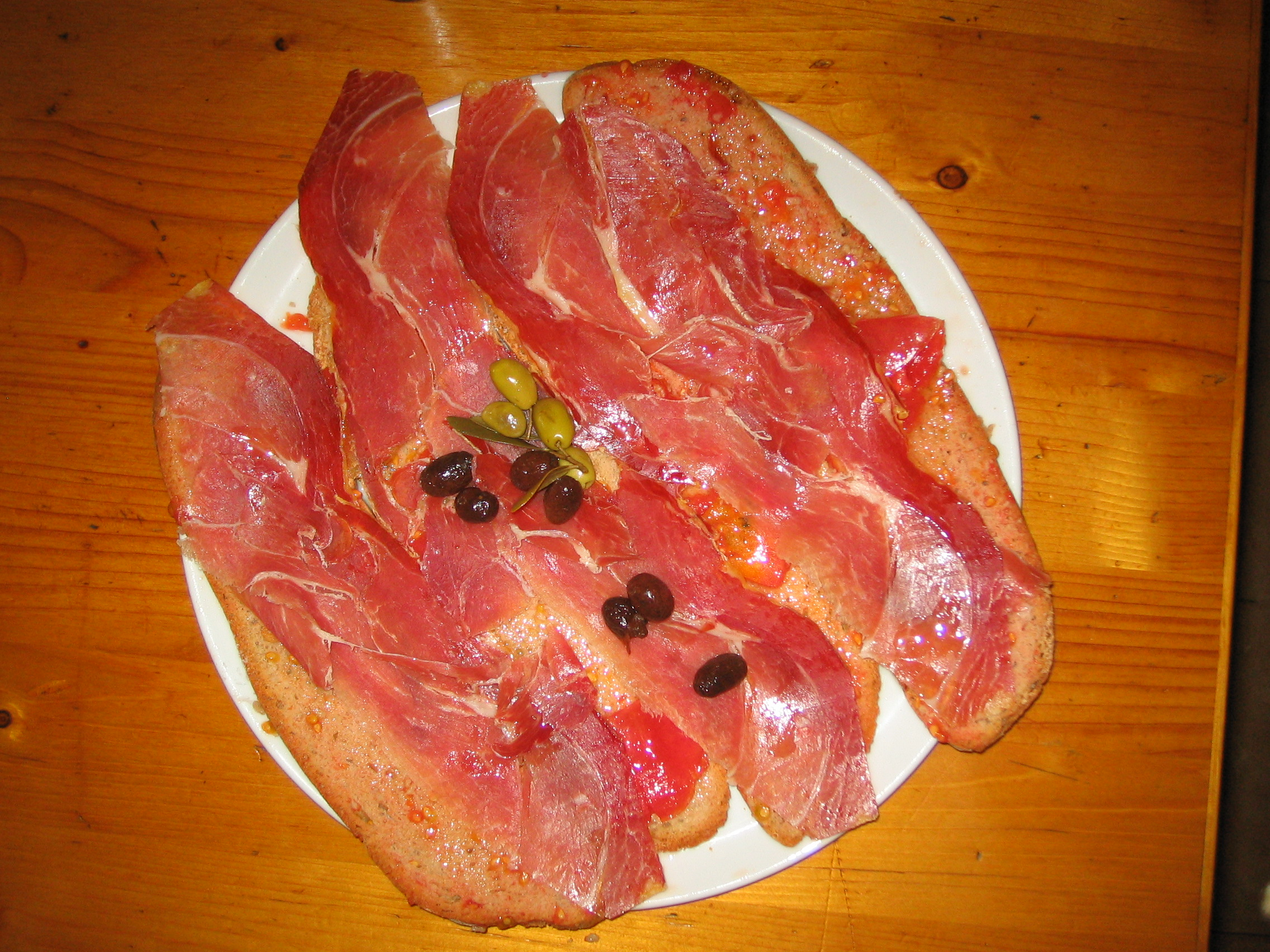
Pa amb oli con jamón serrano, y olivas.

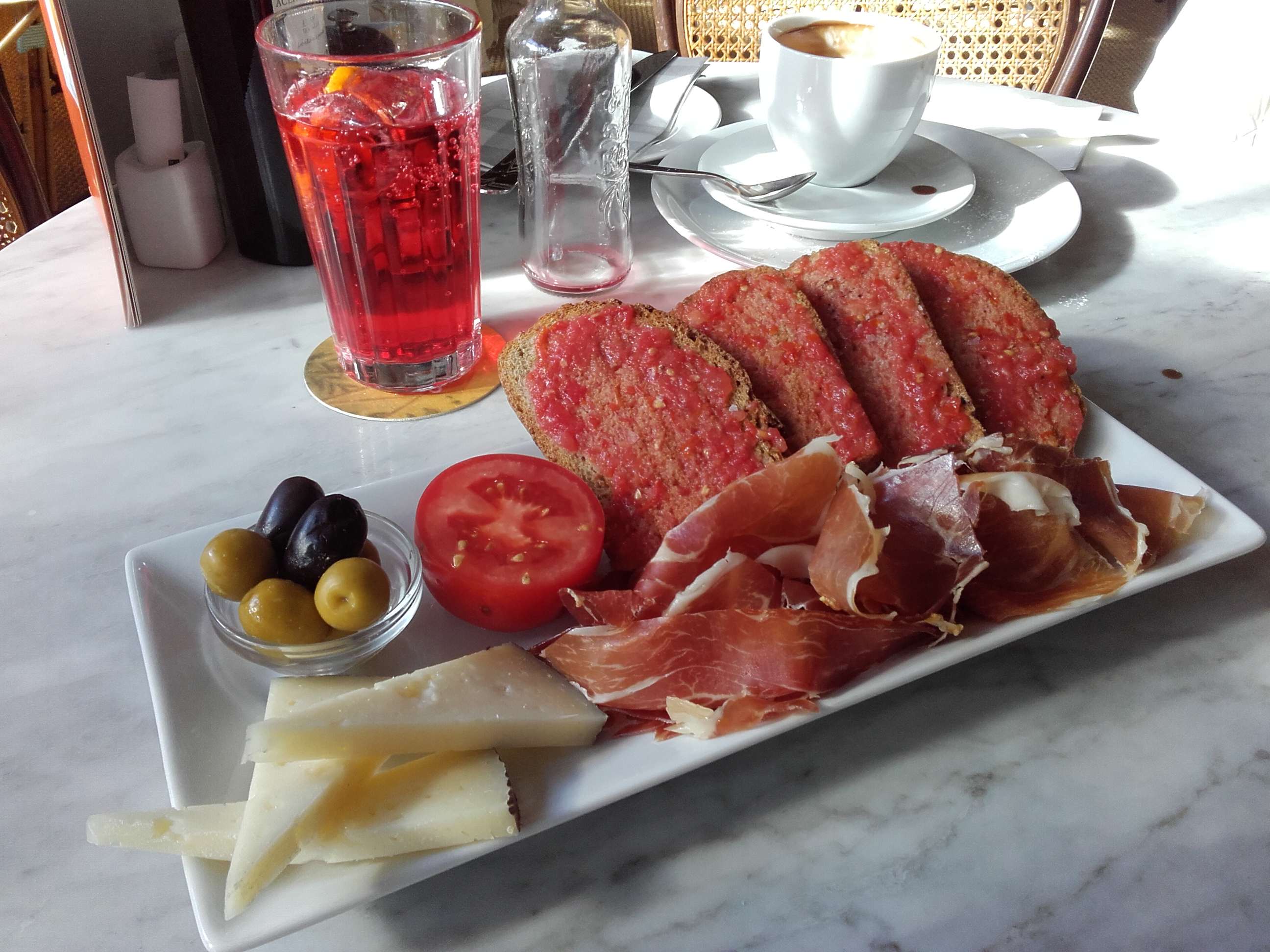
Pa amb oli con jamón y queso.

El pan con aceite, pa amb oli (en catalán) o pamboli es una sencilla preparación tradicional de la isla de Mallorca, y de otras regiones españolas en la costa mediterránea. Originalmente se refiere a un pan mallorquín aliñado con aceite de oliva, sin embargo progresivamente el plato se ha completado con un tercer ingrediente, que es el tomate. Por lo tanto, equivale al pan con tomate típico de Cataluña. De la receta básica surgen numerosas variantes según el tipo de pan o la variedad de tomate usados, además de la adición de otros ingredientes como ajo, aceitunas o jamón, y la proporción de estos ingredientes, que variarán según el gusto de cada comensal.    

## Extensión
Diferentes preparaciones que combinan pan y aceite se puede encontrar en todos los países ribereños del Mediterráneo, excepto en Egipto, donde el olivo tiene poca tradición. Las dos formas básicas de prepararse es, o bien aliñar el pan con un chorrito de aceite, o bien mojarse el pan directamente en aceite como es costumbre, por ejemplo, en Marruecos. En la península ibérica, a pesar de que el aceite de oliva se usa frecuentemente en todo el territorio, la combinación pan-aceite se limita a las áreas mediterráneas: el Alentejo, el Algarve, Andalucía, Aragón, Castilla-La Mancha, Extremadura, Murcia, Valencia, Cataluña y Baleares. Fuera del arco mediterráneo, es decir en las Mesetas y la Cornisa cantábrica, la comida es más sobria y el pan se come comúnmente seco o mojado en vino.

## Origen
El pan con aceite es un tentempié con orígenes ancestrales. En un sentido estricto, el pa amb oli quiere decir exactamente eso: pan y aceite. El tomate se agregaría mucho tiempo después. Por lo tanto, el pan con aceite es el antecedente natural del pan con tomate. En una publicación de 1998 se explica que «para la mayoría de gente joven, el término incluye un tomate frotado o cortado en láminas, pero la gente mayor de Mallorca todavía diferencia entre un pa amb oli y un pa amb oli amb tomàtiga».

Jo li deia a sa mamà, me faràs una llesca de pa amb oli?, i sa mamà no me posava domàtiga, ho havia de demanar expressament.

[trad.]

Yo le pedía a mi madre: «¿me harías una rebanada de pa amb oli?» Y mi madre no me ponía tomate, lo tenía que pedir expresamente.
Tomás Graves, 1998

A veces las rebanadas de pan se tuestan ligeramente. Esto facilita la acción de frotar ajos o tomates. La versión de pa amb oli con ajo frotado aparece en un recetario del fraile Jaume Martí i Oliver (1712-88) a mediados del siglo xviii. En Cataluña, hace siglos ya que el pan con aceite se convirtió en pan con tomate (incluye igualmente aceite de oliva).

## Receta

### Ingredientes

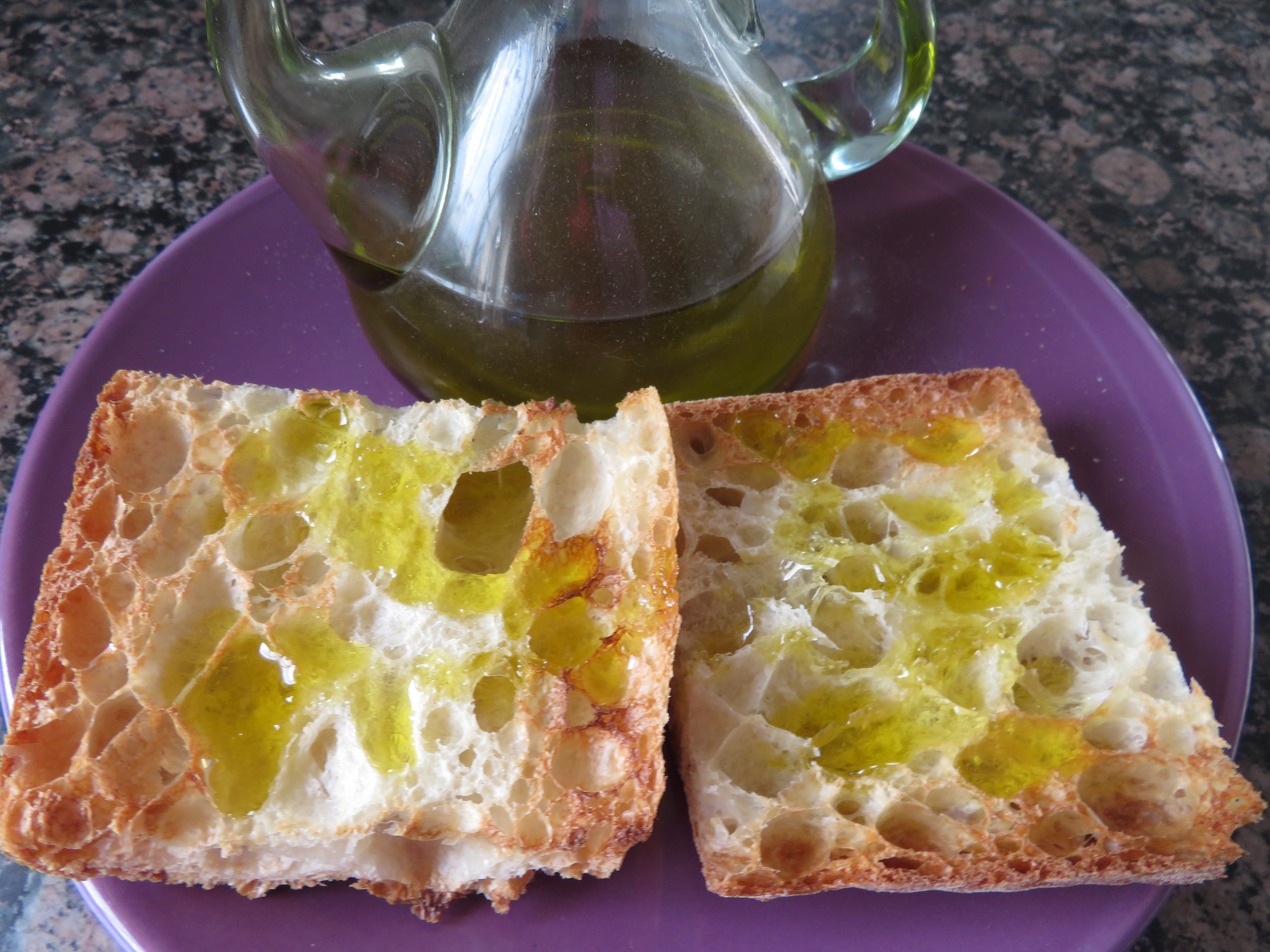
Pan con aceite de oliva, pa amb oli

- Pan con aceite de oliva, pa amb oliEl pan de payés (pa de pagès) en rebanadas, que puede estar tostado o no; también llamado pan mallorquín por ser el que tradicionalmente se ha preparado en la isla desde tiempos remotos, en la actualidad está siendo sustituido por panes industriales como la baguette, que son más baratos pero insulsos. Esto también puede tener una razón práctica: el pan pagès siempre son hogazas (de kilo o kilo y medio), y hoy día que las familias son poco numerosas, siempre sobra pan.[6] Un pan local que también se usa para el pa amb oli es el llonguet (usado para hacer «llagostas»), es bastante más pequeño.[7]

- Tomates de ramillete (tomàtiga de ramellet) que se restriegan sobre el pan. Ésta es una variedad de tomate propia de Mallorca, cultivada prácticamente al efecto, de menor tamaño, con un gusto ligeramente más salado y amargo que la variedad del tomate estándar comercializado en Europa y de piel más dura y seca, lo que permite una conservación superior a la del resto de variedades del tomate, pudiendo incluso alcanzar los seis meses;[8]

- Aceite de oliva (oli d'oliva), añadido sobre el pan con el tomate restregado. También hay quienes primero añaden el aceite y luego restriegan el tomate;

- Sal.

### Elaboración
El orden de los ingredientes varía según la cultura o el gusto de cada persona. El guitarrista Juan Graves, que es de origen galés pero se casó con una mallorquina, observó que la familia de su suegro (oleicultores de Deyá) echaba primero el aceite, mientras que la familia de su suegra (de María de la Salud, tierra de tomates), frotaba primero el tomate. Según algunos, fregar primero el tomate hace que el pan no absorba el aceite, y éste se derrama por los bordes.
El ajo se puede tostar para reblandecerlo. Para ello, se exponen a fuego directo los dientes de ajo (sin pelar) hasta que su superficie esté quemada por todos sus lados. Luego se pelan y se untan en el pan, dándole un sabor ahumado y suave. 

## Variantes
Algunas variantes típicas de pa amb oli que se pueden encontrar en Baleares son:
- pan y aceite (original)
- pan, aceite y tomate frotado (la más común)
- con tomate cortado en vez de restregado
- con ajo y sal
- con un poco de azúcar si el aceite es muy fuerte o rancio[3]
- con pimientos
- con higos
- con hinojo marino
- con aceitunas
- con queso mahonés
- con jamón serrano
- con embutidos
- con camaiot

El gastrónomo palmesano Antoni Pinya propone el uso de galletes d'oli en vez de pan. Al parecer, en Inca, de donde son originarias las galletes, es típico abrirlas por la mitad, fregarlas con un tomate y añadir un chorrito de aceite.

## Pa amb olien la cultura
Volem pa amb oli es una canción tradicional catalana que se cantaba en la época franquista cuyo significado encubierto manifiesta deseos de libertad. Ha sido interpretada por numerosos grupos de música. 
Asimismo, un grupo de música de Mallorca formado en 1971 se hacen llamar Pa Amb Oli Band. Está conformado por Tomás (bajo) y Juan Graves (guitarra rítmica), Jordi Ramone (percusión) y David Templeton (voz y armónica). El mismo Tomás Graves publicó en 1998 el libro Volem pa amb oli, que es una de las publicaciones más destacadas sobre la literatura de este plato mallorquín.

Pa amb pa, menjar de beneïts. Pa amb oli, menjar de savis.

[trad.]
Pan con pan, comida de tontos. Pan con aceite, comida de sabios.
Refrán mallorquín